# Straumsfjordr
Straumsfjordr ist der Erikssaga zufolge eine Meeresbucht beziehungsweise Förde oder Fjord an der Nordostküste Nordamerikas, die um das Jahr 1000 von einer grönländisch-isländischen Expedition auf der Suche nach Vinland betreten wurde. Laut der Saga kamen die Nordmannen erstmals nach Straumsfjordr, nachdem sie die Furdustrände hinter sich gelassen hatten; die Expedition überwinterte zumindest zweimal an diesem Ort. Die tatsächliche Position des Ortes ist ungewiss.

## Beschreibung des Ortes

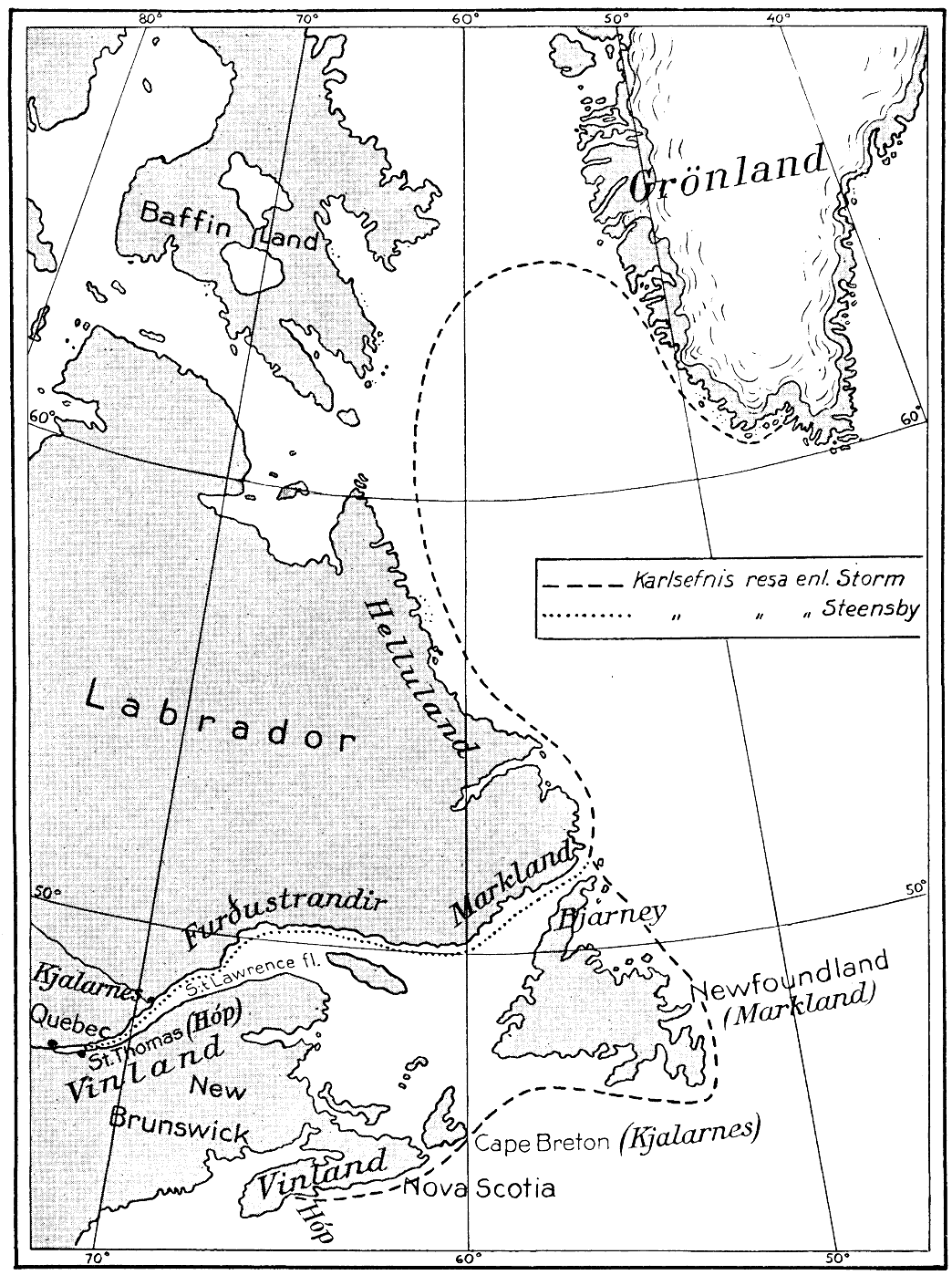
Hypothetische Karte von Vinland, Markland und Helluland
(Nordisk familjebok. 1921)

Laut der Eiríks saga rauða wurde dieser Ort ursprünglich nicht von der See aus, sondern über Land durch zwei Läufer aus der Gruppe um Thorfinn Karlsefni entdeckt; dort heißt es im 5. Absatz des 8. Kapitels:

„Zuvor [d.h. vor dieser Fahrt], als Leif bei König Olaf Tryggvason weilte, und der König ihn dann bat, das Christentum in Grönland zu verbreiten, gab er ihm zwei schottische Leute; den Mann genannt Haki, und die Frau genannt Haekja. Der König riet Leif auf diese Leute zurückzugreifen, wenn immer er der Flinkheit bedürfe, denn diese Leute wären schneller als wilde Tiere. Erik und Leif hatten diesen Leuten aufgegeben mit Karlsefni zu reisen. Nun, nachdem sie an den Furdustränden vorbei gesegelt waren, setzten sie die Schotten an Land, und gaben ihnen auf, in die südlichen Regionen zu laufen, nach Wahlland zu suchen, und zurück zu kommen, wenn drei Halbtage vergangen seien. Sie waren in solcher Weise gekleidet, dass sie je ein Kleidungsstück trugen, das sie Biafal nannten. Es hatte oben eine Kapuze, die Seiten waren offen  – ohne Ärmel, und war befestigt zwischen den Beinen. Ein Knopf und eine Schlaufe hielten es dort zusammen; und sonst waren sie ohne Kleidung. Dann warfen sie Anker von den Schiffen und lagen dort, um auf sie zu warten. Und nachdem drei Tage vergangen waren, kamen die Schotten aus dem Land gesprungen, und einer von ihnen hatte in seiner Hand eine Weinrebe und der andere eine Ähre von wildem Weizen“

Von der Seeseite aus, wird der Ort im 6. Absatz des 8. Kapitels so beschrieben:

„Sie sagten zu Karlsefni, dass sie darin übereinstimmten, dass sie gutes Siedlungsland gefunden haben. Dann holten sie sie auf ihr Schiff und setzten ihre Reise zu einer Stelle fort, an der der Strand durch eine Förde eingeschnitten wurde. Sie steuerten die Schiffe in die Förde. Es befand sich dort auch eine Insel, die außerhalb gegenüber der Förde lag. Und es waren starke Strömungen um diese Insel herum, weswegen sie diese Straums-ey [d.h. Strom- oder Strömungsinsel] nannten. Es waren soviele Vögel auf ihr, dass es kaum möglich war, einen Fuß auf sie zu setzen, um an die Eier zu kommen. Sie setzten ihren Kurs die Förde hinauf fort, die sie Straumsfjordr nannten, und brachten ihre Ladung an den Strand, und richteten sich dort zum bleiben ein. Sie hatten Nutztiere aller Art dabei, und für sich selbst suchten sie nach Früchten in der näheren Umgebung. Dort waren Berge und der Platz war schön anzusehen.“

Im Landesinnern gab es offenbar genügend Weideland für das mitgeführte Vieh:

„Sie schenkten nichts anderem Beachtung, ausgenommen der Erforschung des Landes, und sie fanden große Weideflächen. Sie blieben dort den Winter über, welcher ein harter wurde, mit keiner Arbeit, die getan werden konnte.“

## Vermutete Position des Ortes

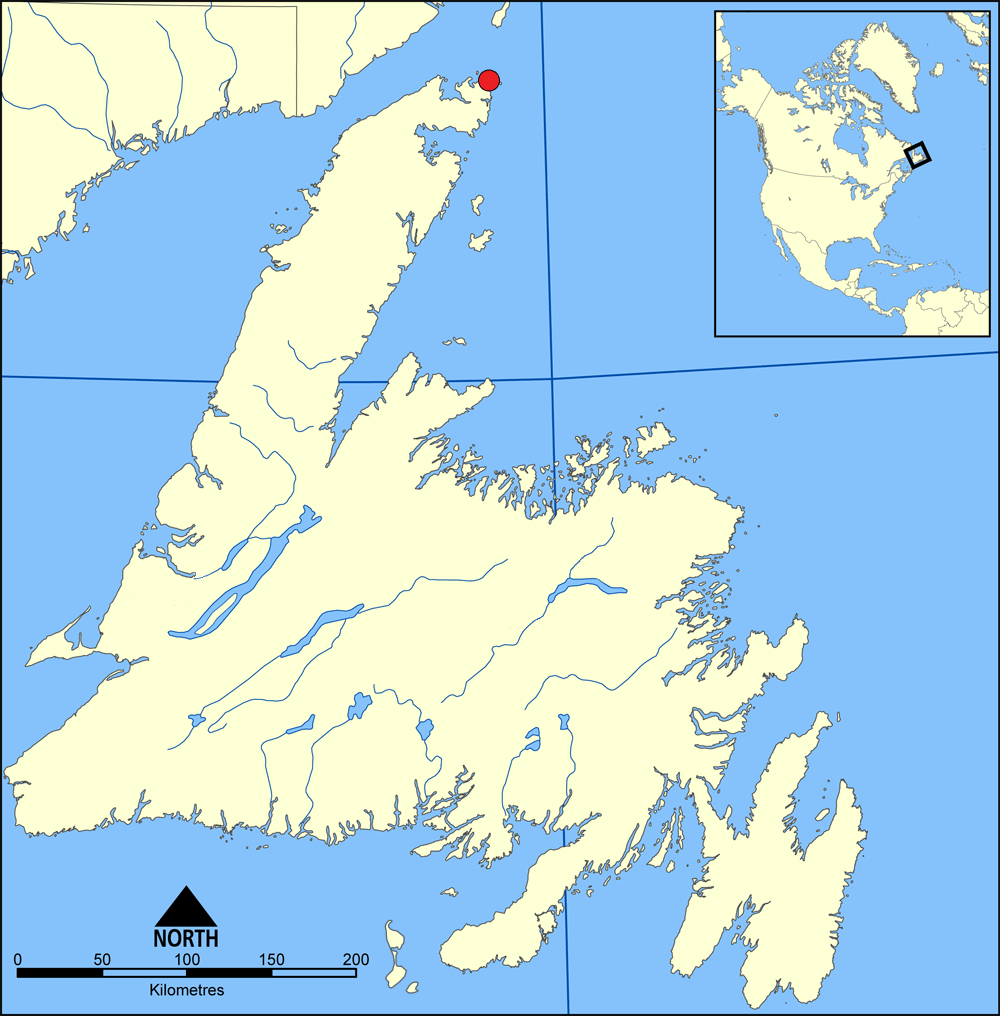
Lage der Siedlung bei L’Anse aux Meadows, die in funktioneller Hinsicht, also als Zwischenstation nach Vinland (im engeren Sinne), dem Ort Straumsfjordr entspricht.

Es ist nicht ausgeschlossen, dass dieser Ort mit L’Anse aux Meadows identisch ist. Dafür spräche, dass bei der Ausgrabung dieser Siedlung keine Befunde auf eine Anwesenheit von anderen Völkern im gleichen Zeitraum um das Jahr 1000 hindeuten. Dies stimmt mit der Darstellung in der Erikssaga überein. Andererseits sollen von den Läufern Weinreben und Ähren von wildem Weizen gefunden worden sein; auch das Vieh soll selbst im Winter genügend Nahrung gefunden haben. Dies deutet darauf hin, dass dieser Ort weiter südlich gelegen haben muss. Als nördliche Grenze für das Wachstum von Wein oder vergleichbaren Pflanzen wird das Gebiet um New Brunswick angesehen.
Für eine eher nördliche Verortung spricht hingegen, dass der Winter sehr hart gewesen sein soll. Wobei nicht auszuschließen ist, dass dies eingefügt wurde, um den Ablauf der Geschehnisse auf Straums-ey plausibler zu machen. Zudem scheint dies im Widerspruch zu der Versorgungslage hinsichtlich des Viehs zu stehen.
Es ist unklar, ob es sich nach Vorstellung der Nordmannen um einen Teil Marklands oder Vinlands handelte. Zwar wird Straumsfjordr an anderer Stelle als Teil Vinlands bezeichnet, jedoch stellt sich dann die Frage, warum das Siedlungsvorhaben dann nicht an dieser Stelle umgesetzt wird. Gegen eine Zuordnung Straumsfjordrs zu Vinland sprechen auch die angegebenen Reisezeiten nach  Hóp, wobei die Rückreise sogar noch länger ausgefallen sein soll.

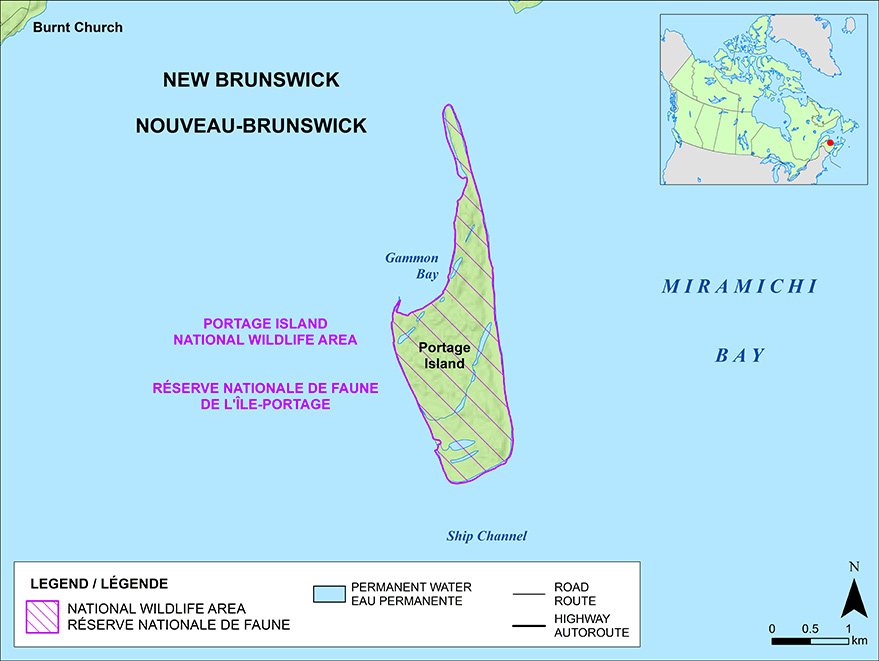
Map of the St.-Laurent-Gulf

Es könnte sich auch um die Miramichi-Inner-Bay im St.-Lorenz-Golf handeln. Die Insel Straums-ey entspräche dann der mitten in der Buchtbefindlichen Portage-Insel. Diese Insel ist heute noch Vogelschutzgebiet mit brütenden Wasservögeln und rastenden Zugvögeln. Wasserströmungen in der Bucht verändern dauernd die aus Sand/Kies bestehende Insel. In der sandigen Bucht soll Strandhafer wachsen, in Anspielung auf die erwähnten Ähren. Die Ufer-Weinrebe hat ebenso dort Verbreitung. In der Bucht gibt es sogar eine Vin-Insel (Weininsel). Die Appalachen laufen dort am St.-Lorenz-Golf aus, also gibt es Berge wie oben in der Erikssaga erwähnt. Und die Winter am St.-Lorenz-Golf sind nicht gerade mild.